# چیشو ریو
چیشو ریو (ژاپنی: 笠 智衆 Ryū Chishū؛ ۱۳ مهٔ ۱۹۰۴ – ۱۶ مارس ۱۹۹۳) بازیگر اهل ژاپن بود. وی بین سال‌های ۱۹۲۸ تا ۱۹۹۲ میلادی فعالیت می‌کرد.
از فیلم‌هایی که در آن نقش داشته است، می‌توان به دختر تله‌انداز، همسر آن شب، مسافرخانه‌ای در توکیو، قرار است عاشق مادرم باشم، زن اهل توکیو، تک‌پسر، قبول نشدم، اما…، و آنگاه، داستان توکیو، رؤیاها، اواخر بهار، اوایل تابستان، آخر پاییز، علف‌های شناور، ریش‌قرمز و طعم چای سبز روی برنج اشاره کرد.